# James Soutter
James Soutter, född 1 januari 1885 i Echt i Aberdeenshire, död 8 augusti 1966 i Edinburgh, var en brittisk friidrottare.
Soutter blev olympisk bronsmedaljör på 4 x 400 meter vid sommarspelen 1912 i Stockholm.